# アニマルレスキュー
アニマルレスキューとは、ペットや動物たちの命を助けようとする活動である。

## 概要
人（人命）だけではなく動物も救助を行うべきだという考えに基づく社会運動である。飼い主を失ったペットの殺処分を避けるために里親を探す、虐待を受けたり病気やケガをした動物を保護するなどの活動を行う。
日本では主にNPO団体や動物病院、市民団体や町内会がボランティアとして活動している。動物の救助に警察や消防が出動する事もある。他に動物病院の動物専用のドクターカーがあり、事故や緊急時の時には連絡し、出動する事もある。

## アニマルレスキューを題材にした作品
- アニマル・レスキュー・キッズ － NHK教育テレビで放送していた外国ドラマ
- 動物警察 - アメリカのアニマルプラネットチャンネルによるリアリティ番組シリーズ。日本ではディスカバリーチャンネルで放映された。